# Colpognathus capitatus
Colpognathus capitatus är en stekelart som först beskrevs av Berthoumieu 1892.  Colpognathus capitatus ingår i släktet Colpognathus och familjen brokparasitsteklar. Inga underarter finns listade i Catalogue of Life.